# Sanergy
Sanergy — гибридное (коммерческое/некоммерческое) социальное предприятие, выпускающее высококачественные, недорогие и компактные туалеты, разработанные студентами Массачусетского технологического института. Эти туалеты предназначены для городских трущоб развивающихся стран и способны перерабатывать человеческие отходы в энергию и удобрения. С помощью этой доступной и гигиенической технологии Sanergy способствует уменьшению болезней и бедности в сообществах с низкими доходами, которые лишены канализации и электроэнергии. Начальный капитал Sanergy получила в виде грантов и стипендий, в дальнейшем предприятие с помощью инвестиций и расширения сети планирует выйти на прибыльную деятельность.

## История
Основатели Sanergy Дэвид Ауэрбах и Ани Валлабханени, будучи студентами Массачусетского технологического института, долгое время прожили в сельской местности Индии и Китая, на себе ощутив неудобства от плохой санитарии, отсутствия туалетов и канализации. Платные туалеты были недоступны беднякам, которым приходилось испражняться у рек и озёр, что нередко приводило к вспышкам эпидемий (особенно холеры). На одном из семинаров Ауэрбаху и Валлабханени предложили решить глобальную проблему коммерчески успешным способом и они вместе с группой студентов отправились в Кению для полевых исследований. В январе 2010 года американские студенты совместно с коллегами из университета Найроби провели опрос среди городских бедняков и обозначили для себя основные проблемы.
Ауэрбах и Валлабханени совместно с командой инженеров, архитекторов и дизайнеров начали разработку компактных кабинок, которые могли бы вписаться в ограниченное пространство и производиться по цене не более 200 долларов за штуку. Каждый туалет рассчитан на 100 посещений в день, отходы собираются в герметические контейнеры, а затем перерабатываются в специальных компостных резервуарах. Первые платные туалеты, обслуживаемые местными операторами, Sanergy установила в школе, которую финансирует Сеть Омидьяра, и трущобном районе Кибера (все доходы с туалетов аккумулируют операторы, которые затем инвестируют средства в новые кабинки). Годовой доход Sanergy от эксплуатации одного туалета (после продажи полученных электроэнергии и удобрений) составляет 1250 долларов.
В 2013 году инвесторами Sanergy выступили фонд Acumen, SpringHill Equity Partners и фонд Eleos.